# 眼鏡蛇瓶子草
眼鏡蛇瓶子草（学名：Darlingtonia californica），又稱為加州瓶子草（California Pitcher plant）、眼鏡蛇百合（Cobra Lily）、眼鏡蛇植物（Cobra Plant），为瓶子草科眼鏡蛇瓶子草屬食蟲植物。眼镜蛇瓶子草属为单种属，仅眼镜蛇瓶子草一种。其种加词“californica”意为“美国加利福尼亚的”。其原产於奧勒岡州及加利福尼亚州以北的沼澤及冷水浸润地。
眼镜蛇瓶子草的种加词“californica”来源于其发现地加利福尼亚州。而眼镜蛇瓶子草属的学名来源于宾夕法尼亚州伯明翰植物学家、医生及政治家威廉·达林顿（William Darlington）。中文名称来源于其类似于眼镜蛇的管状叶，及其类似蛇信子的管状叶末端叉状部分。

## 植物学史

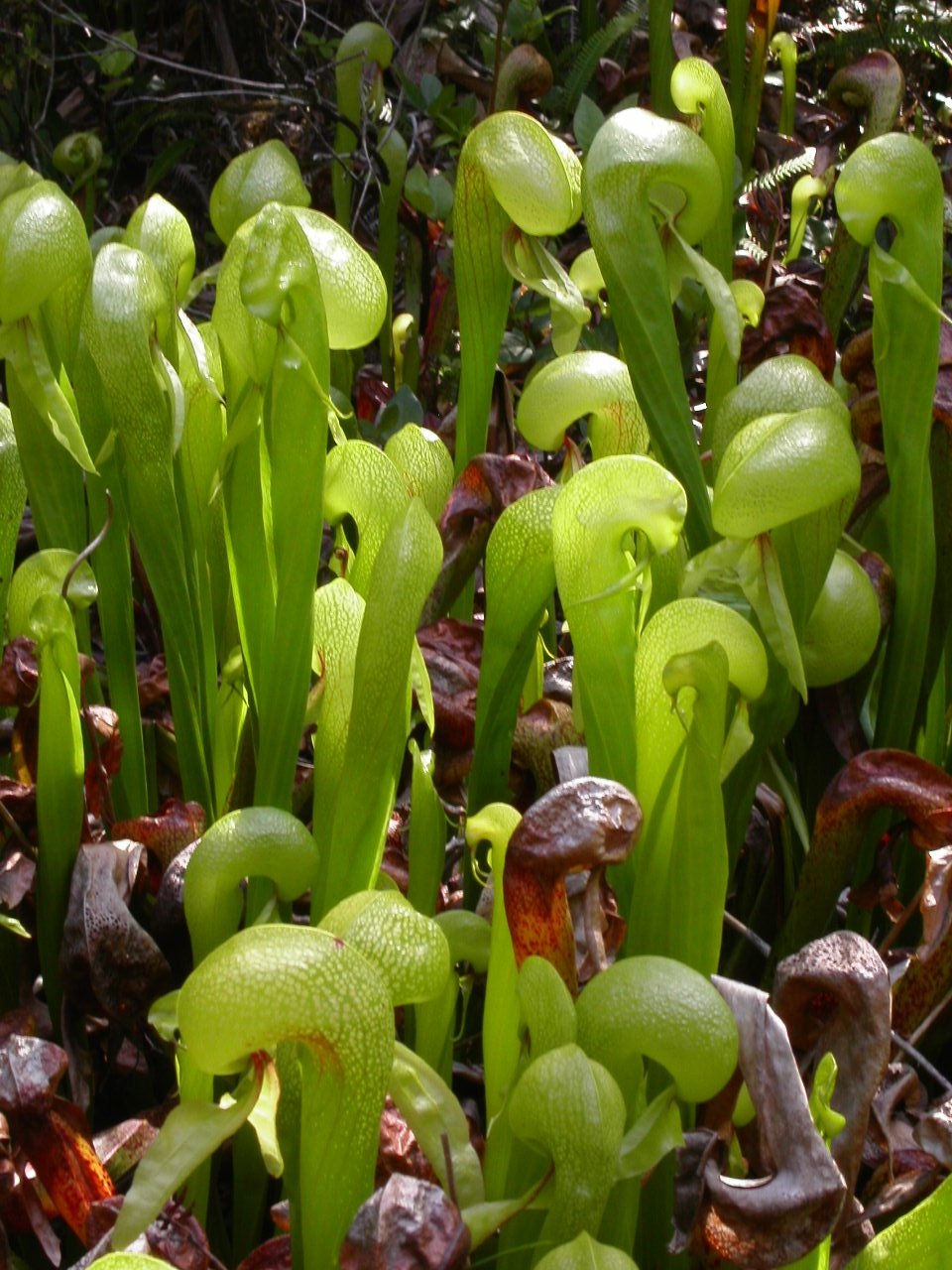
最北的自然分布种群

1841年，植物學家J·D·布拉肯里奇（J. D. Brackenridge）在一次对西部偏远地区的考察中于加利福尼亚州沙斯塔山发现了眼鏡蛇瓶子草。
1853年，约翰·托里（John Torrey）描述了眼镜蛇瓶子草属，并以威廉·达林顿的名字命名了该属。

## 形态特征

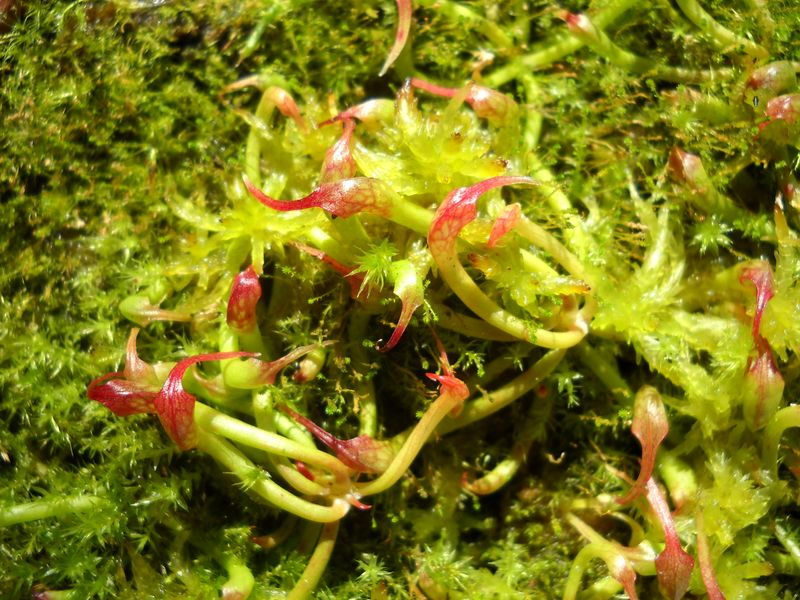
眼镜蛇瓶子草的种苗

眼镜蛇瓶子草为丛生多年生草本。其茎常沿地表匍匐分支生长，匍匐茎长20至80厘米。匍匐茎又可发育为独立植株。眼镜蛇瓶子草的根呈棕色，长10至25厘米。
眼镜蛇瓶子草的叶片具两型。叶片呈莲座状分布，每个成年生长点由3至14片叶组成。种苗在2至3年内叶片均为简单的筒状，末端渐尖。幼叶一般长1至3厘米，呈红绿色至红色。之后，眼镜蛇瓶子草的叶片转变的成熟状态。成熟叶片已具捕虫功能，长20至80厘米，中空，其中下部为管状，上部为球状并向前膨大。叶前隆处底部有一个10至20毫米的空洞，为叶片的唯一开口。瓶口边缘内弯，形成类似龙虾笼笼口的形状。瓶口链接着一个二叉的鱼尾状附属物。附属物背侧及瓶口周围存在蜜腺。叶片球状部及管状部上端表面具大量不规则的半透明白色斑纹。叶球状部分内表面无毛，光滑具蜡质。管状部分下三分之一内表面具下向毛，长2至8毫米。
每个眼镜蛇瓶子草的成熟植株在春天只会产生一朵花。萼片为黄绿色，披针形，长3至5厘米。花瓣呈暗红色至紫色，披针形至长圆形，长2至3厘米，无毛，具横向脉。子房位于花朵中心，绿色，5室，长1至2厘米。柱头星形，由子房末端伸出。雄蕊15至25枚，分布于子房基部周围。花药长2至3毫米，长圆形，黄色。花茎长25至90厘米，通常比成熟的叶片高10至25厘米。花期4月至6月。花开后1至2天，柱头可接受花粉，而花粉亦开始飘散花粉。6至10天后，花瓣和雄蕊萎蔫脱落。雌蕊若授粉成功则继续膨大，并在8至14周后形成长3至4厘米的种荚。种荚顶裂，内含40至300枚长1至3毫米的浅棕色种子。种子表面具不规则的突刺。

## 捕虫机制

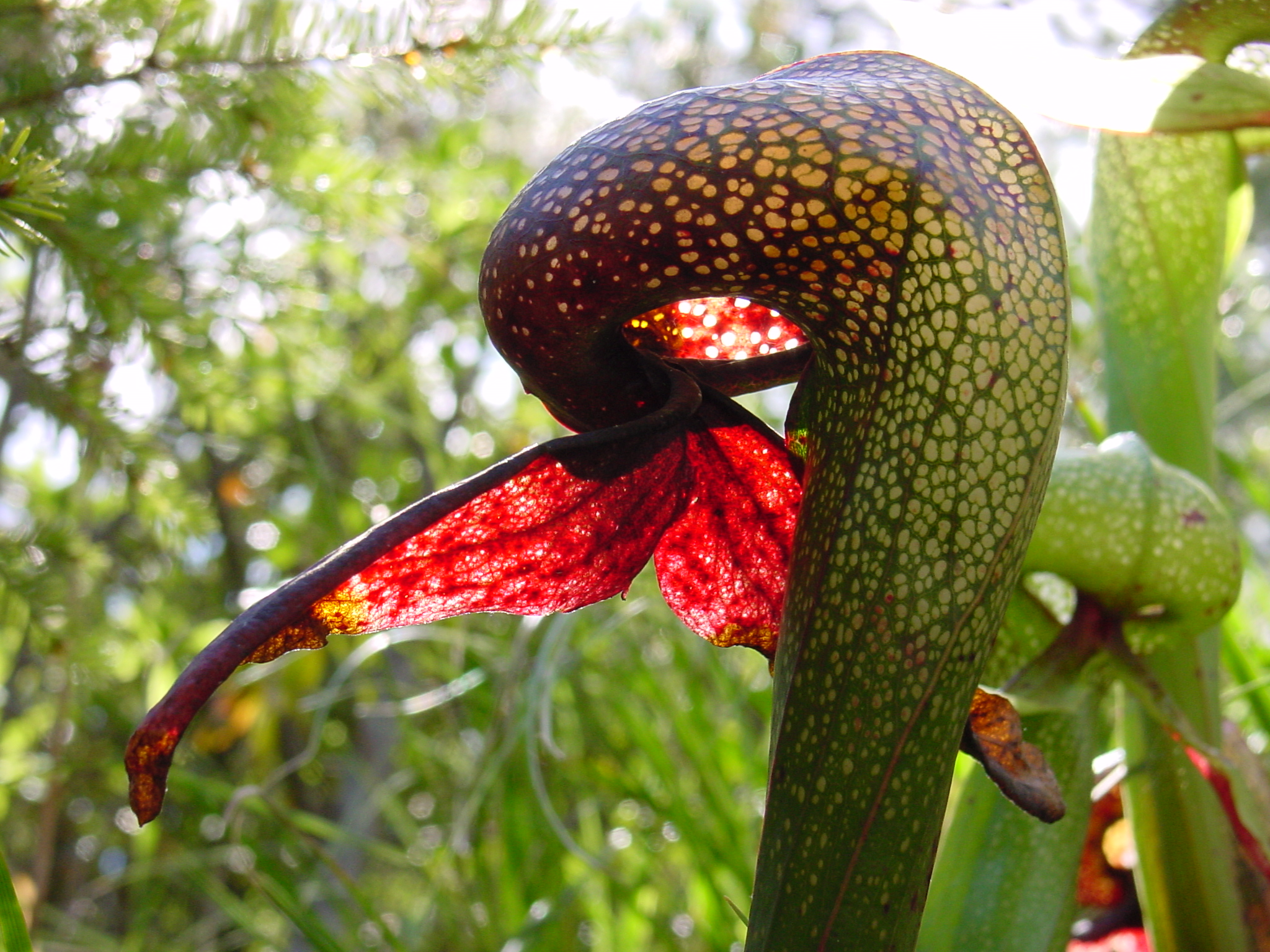
眼镜蛇瓶子草的瓶口位於膨大的頭下，瓶顶部具不透明的斑点

眼镜蛇瓶子草的鱼尾状附属物背侧会分泌大量糖蜜，并散发出强烈的气味。黄蜂及苍蝇等昆虫会被这种气味吸引至瓶口。顺着蜜腺爬行的昆虫可能被引入捕虫瓶内，而捕虫瓶内透光的斑纹又会迷惑昆虫，使其将这些斑纹误认为出口而被困在捕虫瓶内。由于捕虫瓶蜡质的顶部及带下向毛的中下部，昆虫会逐渐落入捕虫瓶基部的消化液内。之后，其尸体被消化，植株即可从中吸收分解出来的营养物。与此捕虫机制类似的物种还有鹦鹉瓶子草（Sarracenia psittacina）、小瓶子草（Sarracenia minor）、克洛斯猪笼草（Nepenthes klossii）及马兜铃猪笼草（N. aristolochioides）。
眼镜蛇瓶子草是美洲的三种瓶子草植物之一。其捕虫瓶並不蒐集雨水，而是通过根部吸收水分再分泌于捕虫瓶内。人们曾认为眼鏡蛇瓶子草的捕蟲瓶不會分泌消化酶，而必需依靠共生菌及原生動物將獵物分解為可吸收的養分。但后来的研究表明，眼镜蛇瓶子草至少能分泌一种蛋白水解酶来消化猎物。:61捕虫瓶内壁细胞从消化液中吸收养分与根系细胞从土壤中吸收养分是类似的。:58但眼镜蛇瓶子草与一些动物及微生物之间仍存在着密切的互利互惠关系。

## 原生地

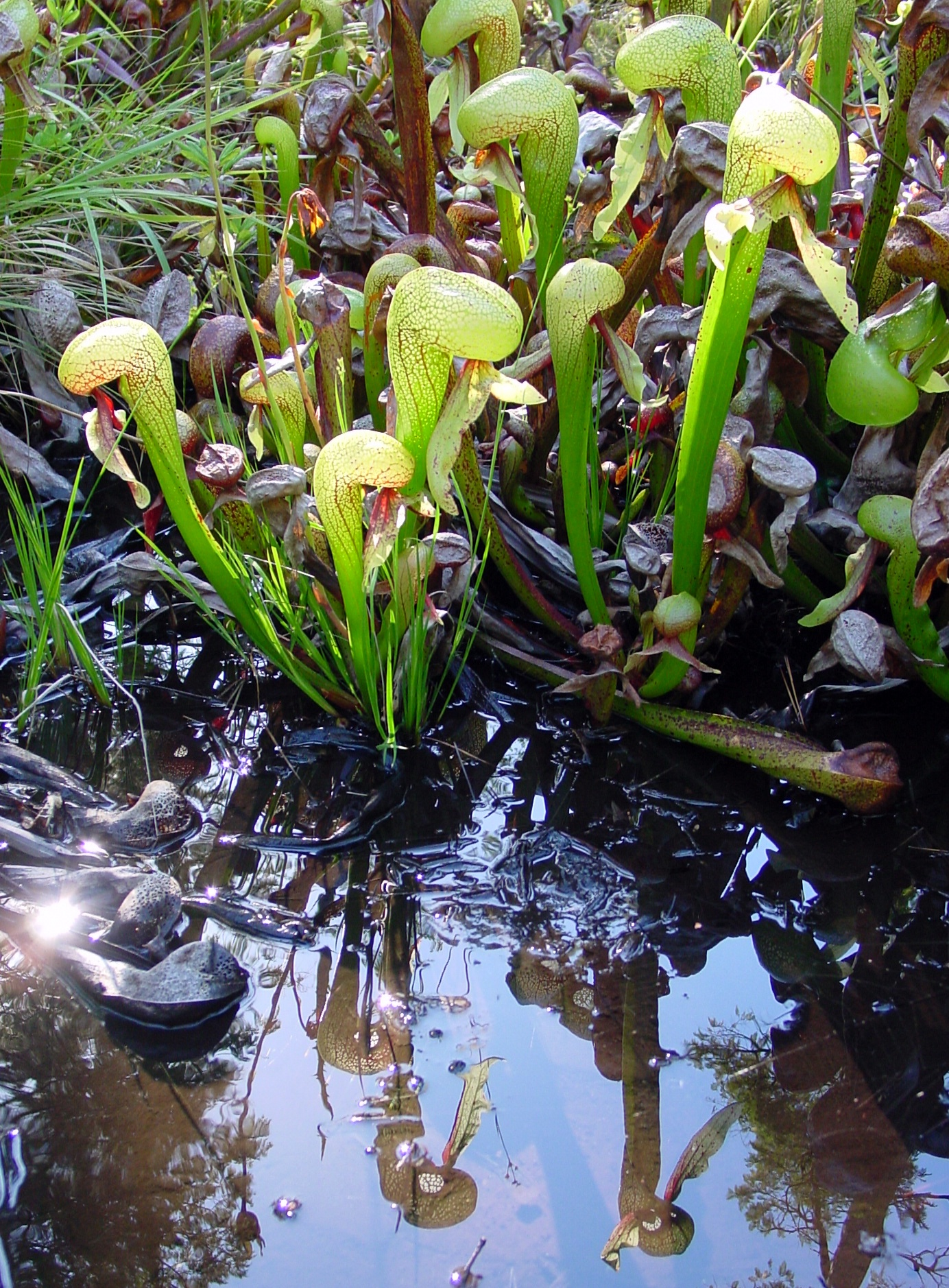
生于水边的眼镜蛇瓶子草

眼镜蛇瓶子草分布于美国俄勒冈州和加利福尼亚州西海岸潮湿开阔的温带针叶雨林内。海拔分布范围为0至约2400米。年降雨量可达2300毫米。原生地为由云杉、红杉及道格拉斯冷杉组成的云雾森林，地表灌木与蕨类生长茂盛。土壤由酸性的针叶林落叶及泥炭组成。
眼鏡蛇瓶子草并不限于生长在貧瘠的酸性沼澤及冷水浸润地，其也能在许多碱性的超基性土壤中正常生长。其一般分布于河流两岸或常年潮湿的泥炭藓沼泽或具流水的沼泽洼地中。这样水分极其丰富的地区会阻碍其他高大植物的生长，使眼镜蛇瓶子草在其中极为显眼。
在0至30%遮光且水分充足的条件下，眼镜蛇瓶子草常会通过匍匐茎繁殖成一个直径达数米的草垫状丛生株。而当环境进一步遮光时，周围高大的植株则会限制眼镜蛇瓶子草植株的进一步扩张。不过眼镜蛇瓶子草对于遮光环境的耐受能力还是相对较强的。当遮光达40%时且水分充足时，其仍能正常生长，但分布稀疏且生长缓慢。当遮光达40%至50%时，眼镜蛇瓶子草的叶会出现黄化，生长停滞，最终死亡。
春末至初秋是眼镜蛇瓶子草的生长季，此时其原生地湿度极高且降水频繁，与部分太阳瓶子草属植物原生地的圭亚那高地非常类似。夏季日间温度很少超过28℃，通常约为24℃。在眼镜蛇瓶子草的休眠季，温带地区的温度一般都较低，但由于沿海森林的保温作用，其内空地的温度常高于其他地区。所以其低地原生地很少遭遇大雪或气温长期低于-10℃。
不同地区及不同季节的眼镜蛇瓶子草原生地水分条件也存在较大差异。部分种群分布于终年积水的地区，而另一部分则分布于排水良好的丘陵地区，但其土壤仍能保持终年湿润。当水分不足时，眼镜蛇瓶子草的生长速度会明显降低。
分布于高海拔地区的种群通常都生长于水源旁或具水渗流的蛇纹石土壤中。其植株稀疏，常生长于开阔的沼泽中，周围植被稀少或不存在。高地分布地环境温度要比低地原生地低。冬季更寒冷而持续时间更长，零度以下时间通常可持续数周。但在夏季由于周围植被稀少，地表平均温度要比低地原生地高，湿度也较低。

## 生态关系
眼镜蛇瓶子草的颜色取决于光照强度，这些性状会随着原生地条件的不同而不同。在5%至20%遮光条件下，其叶片为黄绿色，鱼尾状附属物成红色或紫色，部分植株叶球状部分下部具淡红色网纹。当遮光达25%以上时，其红色纹路消失，叶片及半透明斑点都缩小，整体呈纯绿色。当其生长于光照极强的地区时，其半透明斑纹会扩大，特别是叶顶部的斑点，叶呈黄色，而鱼尾状附属物和叶球状部分下部的红色则更深。
眼镜蛇瓶子草与瓶子草属植物一样存在休眠期。通常眼镜蛇瓶子草于每年的3月萌发，位于高地地区的可于4月萌发。4至6月为花期，之后则进入生长期长出捕虫叶。当10月气温逐渐下降，日照逐渐缩短，眼镜蛇瓶子草则停止生长，进入休眠直至来年春季。休眠期间其叶不凋谢，仍为绿色。
眼镜蛇瓶子草的捕虫瓶会分泌大量蜜液，其气味明显，在数米之外即可闻到，特别是那些丛状的植株。其气味类似于太阳瓶子草，不如瓶子草味甜。而分泌这些蜜液的目的即是为了吸引昆虫。蜜腺集中于鱼尾状附属物，特别是红色部分。
眼镜蛇瓶子草在植被较密集而使得种子无法发育的地方也能进行繁殖，这得力于其较强的无性生殖能力。成年的眼镜蛇瓶子草会不断长出匍匐茎，匍匐茎可延伸达1米，各顶芽之间则可间隔数米。若其间茎断裂则可分裂为两棵独立的植株，所以其与瓶子草属属物种的分支不同。通常从眼镜蛇瓶子草从种子生长至成年植株需要3至7年时间，而通过分株则更快。通过不断的分株，眼镜蛇瓶子草可迅速占领周围地区，从而保持其优势地位。这使其在周围植被密集地区的适应能力要强于瓶子草属植物。这种现象也可见于少数太阳瓶子草属植物中，如曲曼他太阳瓶子草（Heliamphora chimantensis）。
眼镜蛇瓶子草的叶片有许多特征在食虫植物中是其独有的。如其半透明的斑点，虽然瓶子草属的某些物种也具有类似的斑点，但其是不透明的，不过两者在功能上是相同的。而眼镜蛇瓶子草捕虫瓶的上部，包括其球状膨大处，常呈90°至270°逆时针扭转，使得捕虫瓶的翼常呈螺旋状分布于捕虫瓶管状部。此外，眼镜蛇瓶子草也是唯一可以匍匐茎繁殖的囊状植物。
大部分生长于恶劣环境中的食虫植物，其根系都会出现高度的改变。眼镜蛇瓶子草也不例外，其根系能耐受大火而存活下来。但过火后其根系的环境温度不能超过10℃，而通常其植株所处环境温度可能超过25℃。适宜的温度对于所有植物来说都是非常重要的，但不同器官对温度有不同要求却极其罕见。这种对温度的差异性要求的生理机制及进化优势还未清楚。
一直以來人們對於眼鏡蛇瓶子草的授粉方式都不甚了解。其花朵形状特殊而复杂，是虫媒花的特化标志，但尚未被确定。眼镜蛇瓶子草的花朵为黄紫色。花外側有5枚綠色的花萼，內側有5枚帶有紅色紋路的花瓣，花萼比花瓣長。目前尚未實際觀察到授粉的過程，只能推測授粉者為蒼蠅或一些夜行性昆蟲，被花朵怪異的味道吸引而來。

## 种下类群
斯图尔特·麦克弗森和唐纳德·施奈尔（Donald Schnell）在他们2010年的专著《北美的瓶子草科植物》中对瓶子草进行了全面的修订。他们确定了以下眼镜蛇瓶子草的类群：
巴里·赖斯博士发现并命名了一种名为奥赛罗眼镜蛇瓶子草（D. californica 'Othello'）的变种。该变种不能产生红色素，无论在多强的光照下，其叶和花都只能为黄绿色。
- D. californica f. californica (autonym)
- D. californica f. viridiflora B.Rice[5]

## 种植方法

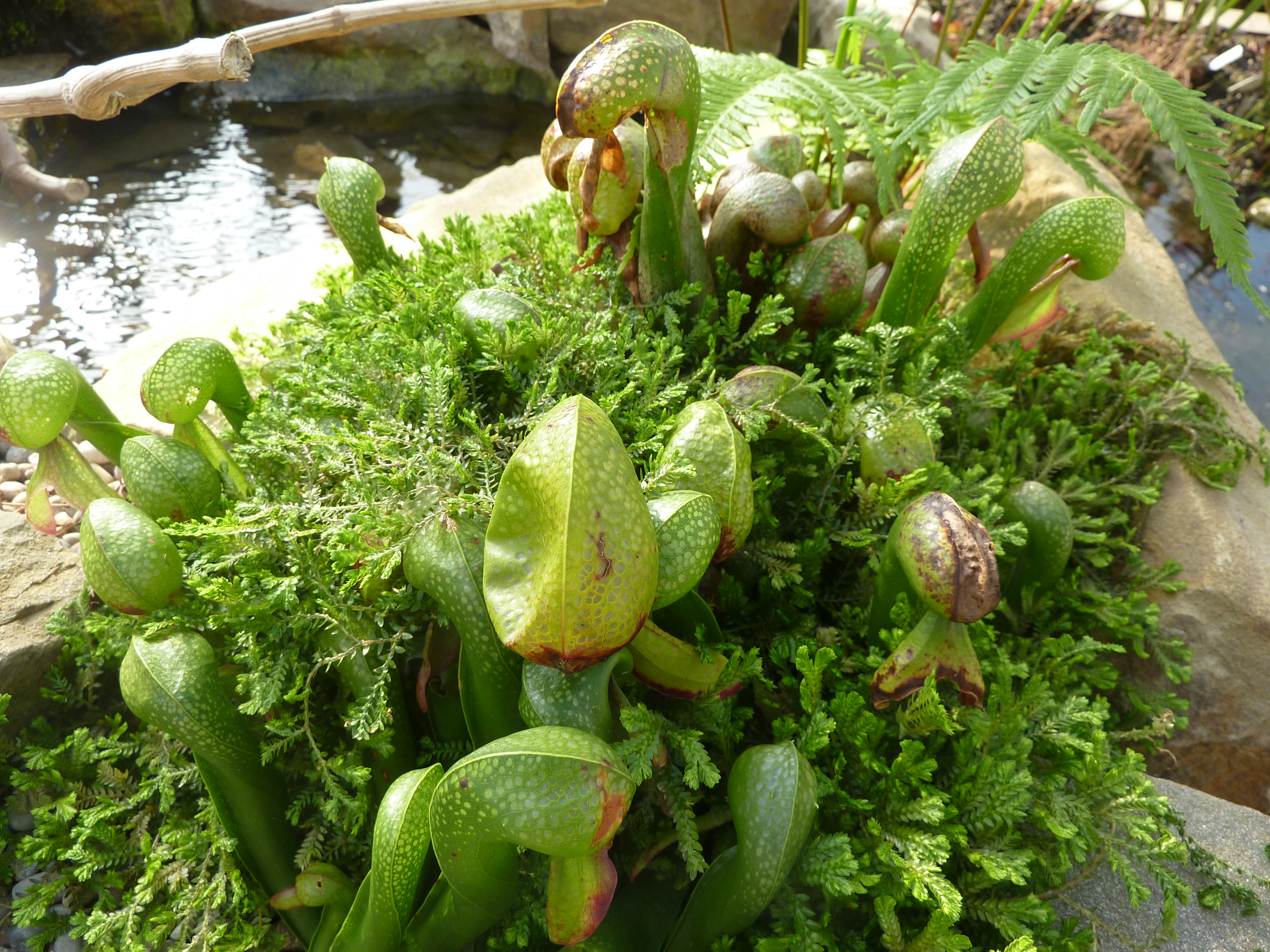
人工栽培的眼镜蛇瓶子草

眼鏡蛇瓶子草是较難栽培的食蟲植物之一。其需要较高的日间温度及较低的夜间温度。其原生地为終年有冰涼山泉流入的沼澤或河岸，根部能一直保持较低的温度。所以在栽培最佳的模擬方法即是以冷涼的纯净水培养。天氣炎熱時可将冰塊放于土壤表面降溫。在高濕度、溫暖的環境下，可以給予植株充足日照；若濕度低或變化幅度大，則需稍微遮蔭。
眼镜蛇瓶子草从种苗开始种植是非常困难且缓慢的，所以通常在晚冬或春季以其匍匐茎繁殖。通常在春分至晚春時，匍匐莖節間上会长出许多小芽。將匍匐莖剪成數段，每段帶一些根。再將这些茎段放在凉爽潮濕的碎水苔上，保持明亮高濕的環境。數週後即可見到芽发育。
与其他生长于温带地区的食虫植物一样，眼鏡蛇瓶子草需要在冬季休眠才能长期存活。植株在冬季会停止生長3至5个月。直到邻近春天，成熟植株會長出單一朵花，並於數週後長出数个大型的捕虫瓶。整个夏季其都会不断长出捕虫瓶，但其尺寸都远小于春季的捕虫瓶。
许多栽培者都已成功栽培了眼鏡蛇瓶子草，並发现了三个变型：全綠、全紅、紅綠。野生的眼鏡蛇瓶子草，在一般強度的日照下為全綠，強光下則呈現紅綠色。

## 外部連結
- 食虫植物照片搜寻引擎中眼镜蛇瓶子草的照片 （页面存档备份，存于）

 维基共享资源上的相關多媒體資源：眼镜蛇瓶子草
 維基物種上的相關：眼镜蛇瓶子草
- Jepson Manual treatment for Darlingtonia californica （页面存档备份，存于）
- Calflora Database: Darlingtonia californica （页面存档备份，存于）
- USDA Plants Profile for Darlingtonia californica (California pitcherplant) （页面存档备份，存于）
- The Carnivorous Plant Society - Darlingtonia californica
- Darlingtonia State Natural Site （页面存档备份，存于）
- Beautiful photography and extensive information about Darlingtonia
- Botanical Society of America, Darlingtonia californica - the cobra lily
- Darlingtonia californica — U.C. Photo gallery （页面存档备份，存于）